# Cristina Marcano
Cristina Marcano (1960) es una periodista venezolana. Escribió la biografía Hugo Chávez Sin Uniforme: Una Historia Personal del presidente Hugo Chávez junto con Alberto Barrera Tyszka, el cual fue publicado en 2005.